# Pablo Gómez Álvarez
Pablo Gómez Álvarez (Ciudad de México, 21 de octubre de 1946) es un economista y político mexicano, miembro del partido Morena. Fue titular de la Unidad de Inteligencia Financiera entre 2021 y 2025 durante los gobiernos de Andrés Manuel López Obrador y Claudia Sheinbaum.

## Biografía
Participó destacadamente en el movimiento estudiantil de 1968, el 2 de octubre fue detenido en la Plaza de las Tres Culturas, y estuvo preso hasta 1971, salió de la cárcel y se integró inmediatamente a la lucha estudiantil, convirtiéndose en uno de los organizadores de la movilización del 10 de junio. Se recibió como licenciado en Economía en 1976 por la Universidad Nacional Autónoma de México.
Pasó a ser de la nacional del Partido Comunista Mexicano y fue elegido en 1979 como diputado federal de la Coalición de Izquierda. De 1982 a 1988, fue presidente del Partido Socialista Unificado de México. Fue elegido nuevamente como diputado federal en ese año y al constituirse el primer Grupo Parlamentario del Partido de la Revolución Democrática fue elegido  vicecoordinador.
De 1991 a 1997 fue representante en la Asamblea Legislativa del Distrito Federal. En 1993 fue uno de los principales que convocaron y organizaron el Plebiscito por un gobierno propio en la capital de la República. Fue el director fundador del semanario Motivos del PRD de 1992 hasta 1994, que se transformó de revista en periódico.
Fue elegido diputado federal por el XXIII Distrito Electoral Federal del Distrito Federal en Coyoacán a las Legislaturas LVII y LIX. En esos años se opuso a la aprobación de priistas y panistas de los multimillonarios recursos para el rescate bancario y fue el que logró con el equipo de trabajo del Grupo Parlamentario de la Cámara de Diputados, abrir las listas de los beneficiados por el Fobaproa, sin que se lograran resultados concluyentes ante la negativa del recién creado IPAB. Como coordinador del Grupo Parlamentario del PRD se logró por primera vez modificar el presupuesto en 15 mil millones de pesos que se canalizaron a las entidades federativas, a la educación superior y para el aumento de las jubilaciones, entre lo más importante.
Después de una investigación presentó una demanda penal contra el Presidente de la República, Vicente Fox, por el uso ilegal de recursos a través de los Amigos de Fox, y fue uno de los que desarrolló la investigación sobre el Pemexgate, caso cerrado, con la ratificación de la multa de 1000 millones de pesos contra el Partido Revolucionario Institucional.
Ha sido en dos ocasiones precandidato a Jefe de Gobierno del Distrito Federal, en el año 2000, perdiendo ante Andrés Manuel López Obrador a quien acusó de no ser elegible al no tener residencia en el Distrito Federal, pero a la postre nadie impugnaría la candidatura de Andrés Manuel López Obrador y esta sería validada en el Instituto Electoral del Distrito Federal y el Tribunal Electoral del Poder Judicial de la Federación. En 2006, sería precandidato nuevamente, pero cedería su aspiración a Jesús Ortega en un grupo llamado TUCOI (Todos Unidos con la Izquierda) en contra de la candidatura de Marcelo Ebrard. En julio del mismo año, es elegido senador de la República por la Ciudad de México, siendo el segundo candidato de izquierda más votado, sólo por debajo de López Obrador. 
En 2013, siendo senador de la república por el PRD, formó parte del Consejo Rector del Pacto por México impulsado por el entonces presidente Enrique Peña Nieto, pese a la oposición de Obrador. 
En 2021 perdió la reelección como diputado del distrito electoral federal 23 de la Ciudad de México ante el panista Gabriel Quadri, siendo la primera derrota de la izquierda en el distrito tras un dominio ininterrumpido de 24 años. 
El 8 de noviembre de 2021 fue designado por el ahora expresidente Andrés Manuel López Obrador como titular de la Unidad de Inteligencia Financiera en sustitución de Santiago Nieto Castillo, cargo del que sería removido en agosto de 2025 por la actual presidenta Claudia Shienbaum Pardo para encabezar la Comisión Presidencial para la Reforma Electoral. 
Pablo Gómez es autor de varios libros, entre los que destacan: Los gastos secretos del presidente, en el que denuncia los gastos multimillonarios en dólares de Carlos Salinas de Gortari por medio de la Partida Secreta, otro muy importante es México 1988: Disputa por la Presidencia y lucha parlamentaria, libro en el que narra cómo se consolidó el fraude electoral contra Cuauhtémoc Cárdenas y cómo se debatió en la Cámara de Diputados el punto, y otro libro –bastante anterior– derivado de su tesis profesional titulado Democracia y crisis política en México, en el que hace una airada defensa de la lucha por la libertad política en el país.
Además, escribió el libro 1968: la historia también está hecha de derrotas, editado por Miguel Ángel Porrúa, México, 2008. En el libro se hace una crónica del movimiento estudiantil de 1968, basada en el registro documental, la memoria del autor y, por primera vez, en archivos del gobierno.